# Todor Ikonomovo, Șumen
Todor Ikonomovo (în bulgară Тодор Икономово) este un sat în comuna Kaolinovo, regiunea Șumen,  Bulgaria. 

## Demografie
Componența etnică a satului Todor Ikonomovo
     Turci (42,15%)
     Bulgari (11%)
     Romi (37,84%)
     Nicio identificare (8,85%)
     Altele (0,14%)
La recensământul din 2011, populația satului Todor Ikonomovo era de 2.135 locuitori. Nu există o etnie majoritară, locuitorii fiind turci (42,15%), romi (37,84%) și bulgari (11%). Pentru 8,85% din locuitori nu este cunoscută apartenența etnică.